# كريستوفر أدولف
كريستوفر أدولف (بالإنجليزية: Christopher Adolf) هو منافس ألعاب قوى بالاوي، ولد في 16 أبريل 1976.

## وصلات خارجية
- كريستوفر أدولف على موقع الاتحاد الدولي لألعاب القوى (الإنجليزية)
- كريستوفر أدولف على موقع أوليمبيديا (الإنجليزية)